# Constantin Dausch
Constantin Dausch, född 30 november 1841 i Schwaben, död 10 juli 1908 i Rom, var en tysk bildhuggare.
Dausch började som stenhuggare och visade en sådan skicklighet i yrket, att han användes vid den plastiska dekoreringen av rådhuset i München och fick studera i därvarande konstskola. Han fick resestipendium till Rom 1869, hade där egen verkstad 1873 och grundlade sitt rykte med en grupp Simson och Delila (världsutställningen i Wien 1873). Sedan utförde han många verk av mytologiskt och allegoriskt innehåll, för vilket han i Rom fått förkärlek, såsom Kalliope och Erato, Dag och Natt, Ungdom och Ålderdom, Caritas med flera. 